# Мороло
Мороло (итал. Morolo) — коммуна в Италии, располагается в регионе Лацио, подчиняется административному центру Фрозиноне.
Население составляет 3090 человек, плотность населения составляет 119 чел./км². Занимает площадь 26 км². Почтовый индекс — 03017. Телефонный код — 0775.
Покровителем коммуны почитается Архангел Михаил. Праздник ежегодно празднуется 8 мая.